# Blanka Navarska, kraljica Kastilje
Blanka Navarska (španjolski Blanca de Navarra ili Blanca de Pamplona), znana i kao Doña Blanka Garcés, bila je infanta Navare i kraljica Kastilje, kći kralja Garcíje Ramíreza i njegove žene Margarete od Laiglea te sestra kraljice Margarete.
Najvjerojatnije je rođena 1137. godine u Laguardiji. Udala se za Sanča III., kralja Kastilje 30. siječnja 1151. godine u Calahorri. Imali su barem dvojicu sinova, Alfonsa VIII. i Garcíju (rođen i umro 24. lipnja 1156.).
Blanka je umrla 12. kolovoza 1156. i pokopana je u samostanu Santa María la Real u Nájeri. Na njezinu sarkofagu piše "REGINA DONNA BLANCA", "Kraljica gospa Blanka", a epitaf joj glasi:

"NOBILIS HIC REGINA JACET, QUAE BLANCA VOCARI. PROMERUIT PULCHERRIMA SPECIE, CANDIDIOR NIVE, CANDORIS PRAETIUM FESTINANS, GRATIA MORUM, FOEMINEI. SEXUS HANC DABBAT ESSE DECUS IMPERATORIS NATUS REX SANCIUS ILLI, VIR FUIT, ET TANTO LAUS ERAT IPSA VIRO. PARTU PRESSA RUIT, ET PIGNUS NOBILE FUDIT, VENTRIS VIRGINEI FILIUS ASSIT EI. ERA MILLENA CENTENA NONAGESIMA QUARTA. REGINAM CONSTAT OBIISE PIAM."